# ترارو
تَرارُو دشت گسترده‌ای است در بادیه جنوبی کوخرد و در بخش کوخرد شهرستان بستک در غرب استان هرمزگان در جنوب ایران واقع شده‌است.
دشت ترارو در ناحیه تنب ترارو واقع است.

## محدوده ترارو
از طرف شمال رودخانه مهران، از طرف جنوب کوه زیر، از طرف مغرب (نخل مهدلی) ، و از طرف مشرق به (گلاله) محدود می‌گردد.

## دشت ترارو
نخلستان وسیعی وزمین کشت جو و گندم وآب‌انبارهای (برکه‌های) متعددی در این دشت پهناور وجود دارد.
در فصل زمستان و بهار و بعد از باریدن باران دمبل (خیر) و اَکال به‌شکل غیرقابل تصور در این دشت درست می‌شود، مردم کوخرد در این موسم برای جمع کردن خیر واکال گروه گروه به آنجا می‌روند به دنبال خیر واکال می‌گردند. 
درختهای سمر وکُنار تنومند در آن صحرای پهناور وجود دارد، کسانی که به آنجا می‌روند در سایه این درختهای بزرگ منزل می‌گیرند. همچنین چاه‌های آب در نخلستان‌های ترارو وجود دارد که با دول آب از این چاه‌ها می‌کشند.

## آثار
آثار خانه حاجی مبارک در آنجا باقی مانده‌است.
چند سال پیش حاج یوسف مبارک خانه‌ای برای رهگذران و مهمانان نوروزی در آنجا ساخته‌است، این خانه در کنار خرابه‌های خانه حاج مبارک بزرگ قرار دارد. 
تعدادی خانه‌های مسکونی نیز وجود دارد که تعلق به اصحاب نخلها دارد.

## فهرست منابع و مآخذ
- محمدیان، کوخردی، محمد ، “ «به یاد کوخرد» “، ج۲. چاپ اول، دبی: سال انتشار ۲۰۰۳ میلادی.
- نگاره‌ها از: محمد محمدیان.
- محمدیان، کوخردی، محمد ،  (شهرستان بستک و بخش کوخرد)   ، ج۱. چاپ اول، دبی: سال انتشار ۲۰۰۵ میلادی.
- الکوخردی، محمد، بن یوسف، (کُوخِرد حَاضِرَة اِسلامِیةَ عَلی ضِفافِ نَهر مِهران Kookherd, an Islamic District on the bank of Mehran River) الطبعة الثالثة، دبی: سنة ۱۹۹۷ للمیلاد.